# فالی بیچ (کارولینای جنوبی)
فالی بیچ(به انگلیسی: Folly Beach) شهری در ایالت کارولینای جنوبی کشور ایالات متحده آمریکا است که جمعیت آن در سرشماری سال ۲۰۱۰ میلادی، ۲٬۶۱۷ نفر بوده‌است.